# El Avisador Malagueño
El Avisador Malagueño es una revista cultural española editada por Academia Malagueña de las Artes y las Letras. Fue fundada en 2006 y tiene una asiduidad mensual. La revista se centra en estudios sobre la provincia de Málaga, especialmente de historia, tradiciones, etnografía y gastronomía. Fue galardonada con el premio Publicación del Año de la Asociación Malagueña de Escritores en 2008. 
Toma su nombre de una revista homónima del siglo XIX. 